# 에스엠아이피
에스엠아이피(영어: SMIP)는 대한민국의 애니메이션 제작 스튜디오이다.

## OEM 작품
TV애니메이션
- 신비한 개구리 나라 앰피비아 (2019~2022)
- 아울 하우스 (2020~2023)